# Презе-Монтоне (Торино)
Презе-Монтоне је насеље у Италији у округу Торино, региону Пијемонт.
Према процени из 2011. у насељу је живело 83 становника. Насеље се налази на надморској висини од 1534 м.